# Teoría de perturbación quiral
La teoría de perturbaciones quiral (ChPT) es una teoría efectiva construida a partir de un lagrangiano consistente con la simetría quiral, una simetría aproximada de la cromodinámica cuántica (QCD), así como con otras simetrías como la paridad o la conjugación de carga. ChPT es una teoría útil para estudiar la dinámica de QCD a baja energía.

## Objetivos
En el régimen de baja energía de QCD, como consecuencia del confinamiento, los grados de libertad no son lo quarks y gluones, sino los hadrones. Si se pudiera "resolver" la función de partición de QCD, sustituyendo los grados de libertad del lagrangiano por hadrones, se podría extraer información sobre la física de QCD a bajas energías. Sin embargo, esto no es posible actualmente.
Como QCD pasa a ser no-perturbativa a bajas energías, no es posible emplear los métodos perturbativos en este régimen para aproximar la función de partición. Un método alternativo es la aproximación de QCD en el retículo, que es capaz de realizar cálculos no-perturbativos.

## Método
Según Steven Weinberg, una teoría efectiva es útil si se escriben todos los términos consistentes con las simetrías de la teoría original. En general, hay un número infinito de términos compatibles. Por lo tanto, para realizar predicciones físicas, hay que asignar a la teoría un esquema de contaje de potencias, que organiza los términos por su contribución relativa a los observables físicos. Este orden permite retener los términos relevantes y despreciar los de mayor orden.
La elección de un volumen finito para plantear la teoría requiere de una reorganización de los términos de la expansión, lo que se consigue mediante los diferentes esquemas de contaje. El esquema más popular es la expansión  {\displaystyle p}, aunque también existen las expansiones {\displaystyle \epsilon }, {\displaystyle \delta ,} y {\displaystyle \epsilon ^{\prime }}. La expansión {\displaystyle p} es la única válida en un volumen infinito.
La mayoría de los términos en el lagrangiano efectivo aparecen multiplicados por constantes de acoplamiento, conocidas como constantes de baja energía o LEC por sus siglas en inglés, que representan la intensidad relativa de las interacciones representadas por cada término. Normalmente los valores de estas constantes son desconocidos, y deben ser ajustados mediante ajustes a datos experimentales o a la teoría subyacente.

### El lagrangiano del modelo
El lagrangiano de la expansión {\displaystyle p} se construye escribiendo todas las interacciones que no están excluidas por la simetría, ordenándolas por el número de potencias del momento o la masa.
Se escoge el orden de modo que {\displaystyle (\partial \pi )^{2}+m_{\pi }^{2}\pi ^{2}} es la aproximación de primer orden, donde {\displaystyle \pi } es el campo del pión y {\displaystyle m_{\pi }} su masa. Términos como {\displaystyle m_{\pi }^{4}\pi ^{2}+(\partial \pi )^{6}} son correcciones de orden más alto.
Los grados de libertad que aparecen en el lagrangiano efectivo son los modos de Goldstone de la simetría quiral, esto es, los piones en la teoría SU(2), y piones, kaones y mesones eta en la teoría SU(3). Por lo tanto, los modos de Goldstone se pueden agrupar en una matriz unitaria dad por el grupo de simetría quiral. En el caso de la teoría SU(2), la parametrización más habitual es:
{\displaystyle U=\exp \left({\frac {i}{F}}{\vec {\sigma }}\cdot {\vec {\pi }}\right)=\exp \left\{{\frac {i}{F}}{\begin{pmatrix}\pi ^{0}&{\sqrt {2}}\pi ^{+}\\{\sqrt {2}}\pi ^{-}&-\pi ^{0}\end{pmatrix}}\right\}}
donde {\displaystyle F} = 93 MeV es la constante de desintegración del pión, {\displaystyle {\vec {\sigma }}=(\sigma _{1},\sigma _{2},\sigma _{3})} son las matrices de Pauli, y {\displaystyle {\vec {\pi }}=(\pi _{1},\pi _{2},\pi _{3})} con {\displaystyle \pi ^{\pm }={\frac {\pi _{1}\mp i\pi _{2}}{\sqrt {2}}}} y {\displaystyle \pi _{3}=\pi ^{0}}.
Para la teoría quiral SU(3), una posible parametrización es:
{\displaystyle U=\exp \left({\frac {i}{F}}{\vec {\lambda }}\cdot {\vec {\phi }}\right)=\exp \left\{{\frac {i}{F}}{\begin{pmatrix}\pi ^{0}+{\frac {1}{\sqrt {3}}}\eta _{8}&{\sqrt {2}}\pi ^{+}&{\sqrt {2}}K^{+}\\{\sqrt {2}}\pi ^{-}&-\pi ^{0}+{\frac {1}{\sqrt {3}}}\eta _{8}&{\sqrt {2}}K^{0}\\{\sqrt {2}}K^{-}&{\sqrt {2}}{\bar {K}}^{0}&-{\frac {2}{\sqrt {3}}}\eta _{8}\end{pmatrix}}\right\}\,,}
donde {\displaystyle {\vec {\lambda }}} son las matrices de Gell-Mann y {\displaystyle {\vec {\phi }}} el vector de los bosones de Goldstone.
Hay que notar que las expresiones para {\displaystyle U} son altamente no-lineales en los campos, y al ser desarrolladas en series de potencias de {\displaystyle F}, contribuyen a todos los términos posteriores en la expansión {\displaystyle p}. Además existen varias parametrizaciones para {\displaystyle F} (dependiendo si en su definición se absorbe o no un factor {\displaystyle {\sqrt {2}}}, por lo que el valor de la constante se debe ajustar con la tasa de desintegración de los piones cargados.

### Renormalización
La teoría efectiva por lo general no es renormalizable. Sin embargo, una vez fijado el esquema de contaje de potencias, la ChPT es renormalizable orden a orden de la expansión quiral. Por ejemplo, si se quiere calcular un observable al orden {\displaystyle {\mathcal {O}}(p^{4})}, hay que calcular tanto los términos de contacto del lagrangiano {\displaystyle {\mathcal {O}}(p^{4})} a orden árbol como las contribuciones a un bucle del lagrangiano {\displaystyle {\mathcal {O}}(p^{2})}.
Se puede demostrar fácilmente que las contribuciones a un bucle del lagrangiano {\displaystyle {\mathcal {O}}(p^{2})} cuentan como {\displaystyle {\mathcal {O}}(p^{4})}, solo hay que notar que la medida de integración contribuye como {\displaystyle p^{4}}, el propagador como {\displaystyle p^{-2}}, y las derivadas como {\displaystyle p^{2}}. Por lo tanto, como el cálculo es válido hasta orden {\displaystyle {\mathcal {O}}(p^{4})}, se eliminan las divergencias en el cálculo mediante la renormalización de las constantes de baja energía del lagrangiano {\displaystyle {\mathcal {O}}(p^{4})}. Del mismo modo, para eliminar las divergencias del cálculo de un observable a orden {\displaystyle {\mathcal {O}}(p^{n})}, se emplean las constantes de acoplamiento del lagrangiano {\displaystyle {\mathcal {O}}(p^{n})} para eliminar dichas divergencias.